# Казиахмедов, Гаджиахмед Бегович
Гаджиахмед Бегович Казиахмедов (22 мая 1934 года, с. Тркал Хивского района ДАССР — 9 мая 2016 года, г. Дербент) — советский и российский педагог. Заслуженный учитель школы РСФСР. Народный учитель РД. 

## Биография
Гаджиахмед Бегович Казиахмедов родился в 1934 году в с. Тркал Хивского района ДАССР.

## Учёба
Окончил Дагестанский государственный университет по специальности «учитель русского языка, литературы, родного языка и литературы» (1959).

## Профессиональная деятельность
До 1970 года работал в Хивском р-не Республике Дагестан директором Кошкентской восьмилетней школы, директором Архитского детского дома, заведующим Хивским отделом народного образования. В 1970-2016 годах работал директором Дербентского педколледжа.

## Награды и звания
- Заслуженный учитель школы ДАССР (1976)
- Заслуженный учитель школы РСФСР (1982)
- Член-корреспондент Международной академии наук педагогического образования (2000)[1]
- Народный учитель РД (2002)
- Член коллегии Министерства образования и науки РД (с 2007 года).
- Орден Дружбы (1997)[2]
- Медаль Святого Архангела Михаила «За силу духа Российского»

## Семья
- Старший сын — Феликс Казиахмедов с 2000 по 2010 годы — мэр города Дербента.
- Другой сын, Марат Казиахмедов — прокурор Магарамкентского района Дагестана.
- Дочь, Сурхаева Анзира Гаджиахмедовна — хирург, заслуженный врач РД.

## Убийство и похороны
9 мая 2016 года преступники ворвались домой к Казиахмедову. Дождавшись Гаджиахмеда Беговича дома, бандиты его расстреляли. Гаджиахмед Казиахмедов был похоронен к 18:00 в тот же день.

## Память
10 октября в Дербенте состоялось торжественное мероприятие, посвященное открытию памятного обелиска в честь Гаджиахмеда Беговича Казиахмедова и присвоению его имени Дербентскому профессионально-педагогическому колледжу.